# NGC 2880
NGC 2880 (również PGC 26939 lub UGC 5051) – galaktyka eliptyczna (E/SB0), znajdująca się w gwiazdozbiorze Wielkiej Niedźwiedzicy. Odkrył ją William Herschel 2 kwietnia 1791 roku.